# James Connolly
James Connolly (irlandès: Séamus Ó Conghaile) (Edimburg, 5 de juny de 1868 - Dublín, 12 de maig de 1916) fou un líder nacionalista i socialista irlandès. Fill de pares emigrants irlandesos, va deixar l'escola per a treballar als onze anys, i posteriorment es va convertir en un dels líders polítics de l'esquerra del seu moment. És possible que entrés a l'exèrcit britànic als catorze anys, sent destinat a Dublín, on suposadament va conèixer la dona que acabaria sent la seva esposa. El 1892 ja era una figura important de la Federació Socialista Escocesa, i n'esdevingué secretari el 1895. El 1896 va deixar l'exèrcit i va formar el Partit Republicà Socialista Irlandès. Mentre es trobava en territori britànic, va ser un dels fundadors del Partit Laborista Socialista, que es va separar de la Federació Socialdemòcrata el 1903. Era la mà dreta de James Larkin en el sindicat de treballadors i transportistes.
En algun moment d'aquest període va estudiar i posteriorment va promoure la llengua internacional auxiliar esperanto.
El 1913 en resposta al lockout d'aquest any, va formar l'Exèrcit Ciutadà Irlandès, un grup de treballadors entrenats i armats que lluitaven per defensar als treballadors i organitzaven vagues. Tan sols va estar format per unes 250 persones. El seu objectiu últim era l'establiment d'una nació irlandesa socialista i independent.
Connolly considerava l'organització de Voluntaris Irlandesos massa burgesa, i poc preocupada per la independència econòmica d'Irlanda. El 1915, tot buscant adoptar una acció decisiva contra les forces britàniques, estava disposat a adoptar accions immediates. Això va alarmar als membres de la Germandat Republicana Irlandesa (IRB), que havia realitzat una tasca d'infiltració dintre dels Voluntaris, i planejava una insurrecció en diversos anys. Els líders de la Germanor, incloent a Thomas J. Clarke i Patrick Pearse, es van reunir amb Connolly amb vista a arribar a un acord. Encara que s'ha afirmat que va ser segrestat per això, aquesta idea ha estat rebutjada amb posterioritat. En qualsevol cas, va desaparèixer durant tres dies sense avisar. El 1916 Connolly ja era comandant de la Brigada de Dublín, i va participar en l'Aixecament de Pasqua contra les forces britàniques. Va ser greument ferit en la batalla, i posteriorment executat entre el 3 i el 12 de maig, lligat a una cadira, ja que no es podia mantenir en peu degut a la ferida que havia rebut al turmell durant l'aixecament.
El seu llegat a Irlanda és de gran rellevància per la seva contribució a la causa nacionalista. Així mateix, el seu marxisme ha estat analitzat i reivindicat per distints pensadors i organitzacions polítiques. La seva obra escrita està fonamentalment basada en articles, i mostra un pensament en el qual es pretén unir el nacionalisme irlandès, el marxisme i el cristianisme.
Connolly va ser un dels pocs dirigents d'esquerres que es van oposar a la Primera Guerra Mundial, fet que va provocar l'odi de diversos líders socialistes d'Europa. Pel que sembla, Lenin va ser un gran admirador de Connolly, encara que mai no es van conèixer en persona. Lenin es va enfrontar en alguna de les seves obres als qui consideraven la rebel·lió a Irlanda com a burgesa, tot assenyalant que no existia una revolució pura, i els comunistes havien de buscar la unitat amb altres forces socials. A Escòcia, les seves teories ha influït en el pensament de socialistes com ara John Maclean, també interessat a combinar idees nacionalistes i marxistes, i que amb aquesta finalitat va crear el Partit Republicà Obrer Escocès.
Hi ha una estàtua de James Connolly a Dublín. Actualment s'està preparant la pel·lícula Connolly, sobre aquest líder polític, dirigida per Adrian Dunbar i protagonitzada per Peter Mullan.